# Beilschmiedia brasiliensis
O  anauerá (Beilschmiedia brasiliensis) é uma espécie de angiosperma da família Lauraceae, nativa das florestas da Amazônia, em Brasil, Colômbia e Peru.

## Descrição
É uma arvore reta e limpa. Seu tronco cilíndrico alcança 20 m de altura, com corteza marrom-vermelha, cheirosa. A madeira é amarela a marrom claro. Folhas são pecioladas, simples, alternas, opostas, aovadas, de 7,0 a 17.5 cm de longitude, por 3,5 a 8 cm de largo. As flores são diminutas, espalhadas e pilosas, de 1 mm de comprimento por 2 mm de largo. Os frutos são drupas subglobosas, de 10 a 11 cm por 7 a 7,5 cm de largo com mesocarpo carnoso e com uma semente elíptica de 7 por 5 cm.

## Usos
A madeira do tronco se usa para construir canoas e remos; o cabo serve para fabricar diferentes utensilios. Com fruto ralado e espremido se preparam tortas de aspeto semelhante a tapioca.

## Nomes comuns
- Brasil: anauerá, louro anauerá branco, anoerá-ferro.[4]
- Colômbia: uflé, aguacatillo.[5]
- Peru: añuje moena.[5]